# Glavaskiffer

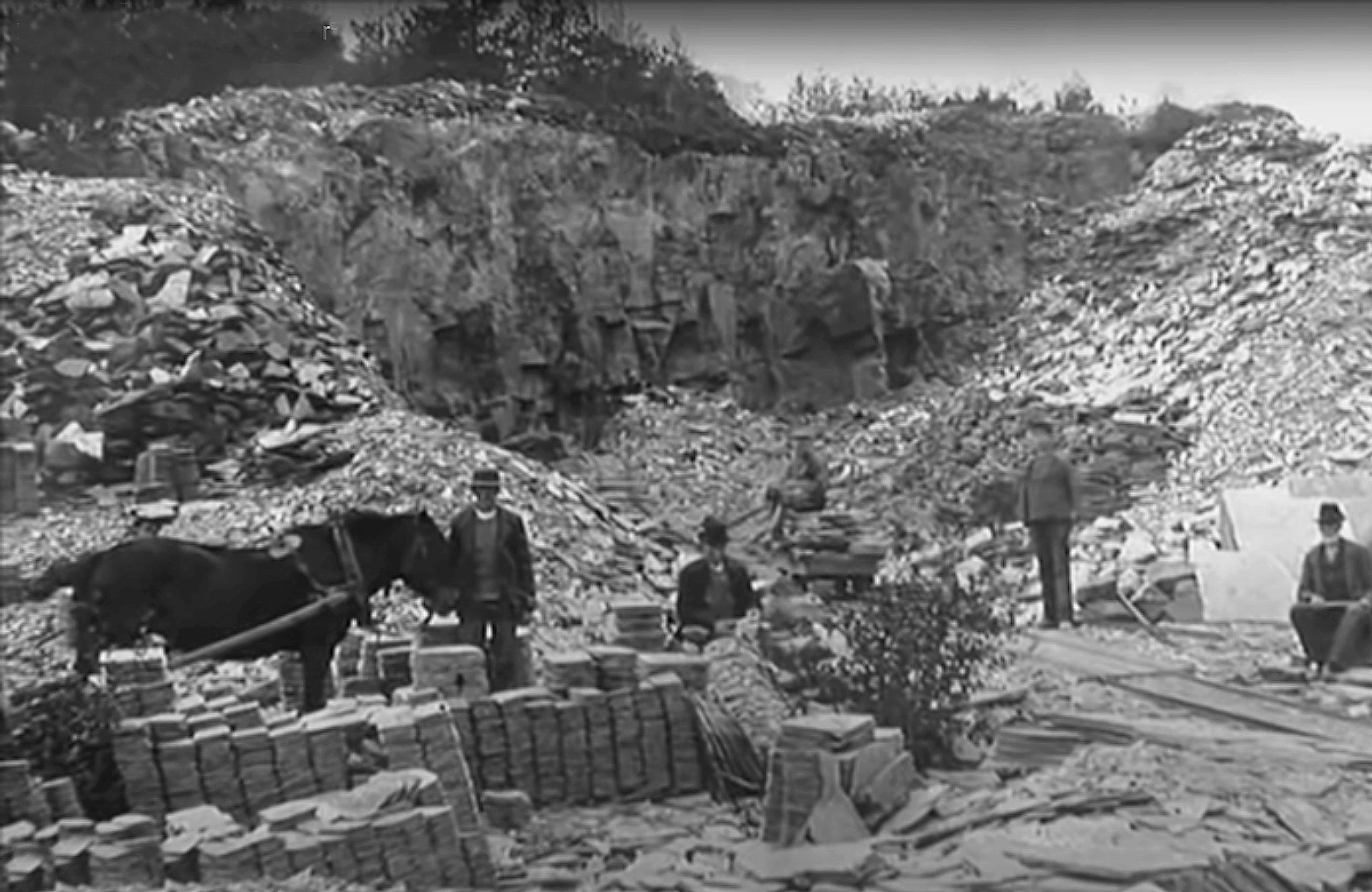
Glava skifferbruk kring 1900.

Glavaskiffer är skiffer bruten i närheten av Glava i Glava socken, Arvika kommun. Skiffern från Glava användes huvudsakligen som takbeläggning. Glava skifferbrott ligger sydost om orten. Verksamheten började på 1700-talet och pågår fortfarande i liten skala.

## Historik
Brytning av glavaskiffer började på 1700-talets mitt. Det rörde sig om en kvartsrik och hård glimmerskiffer, grå till färgen med en vacker glimrande yta. När den användes som takskiffer höggs den ofta så att den nedre synliga delen fick en rundad eller avfasad kant. Särskilt i Glavabygden och på många andra håll i södra Värmland är glavaskiffertak ännu vanliga. År 1997 nytillverkade Glava skifferbrott ett stort parti takskiffer för export till Japan. 
Exempel för tak täckta av glavaskiffer är Biskopsgården i Karlstad, Järns kyrka i Melleruds kommun och Villa Lind i Danderyds kommun. Vid Villa Lind användes glavaskiffer även som fasadbeklädnad och byggmaterial i pelare. Även Storfors kyrka i Storfors har fasader klädda med glavaskiffer.

### Glavaskiffer som byggmaterial, exempel

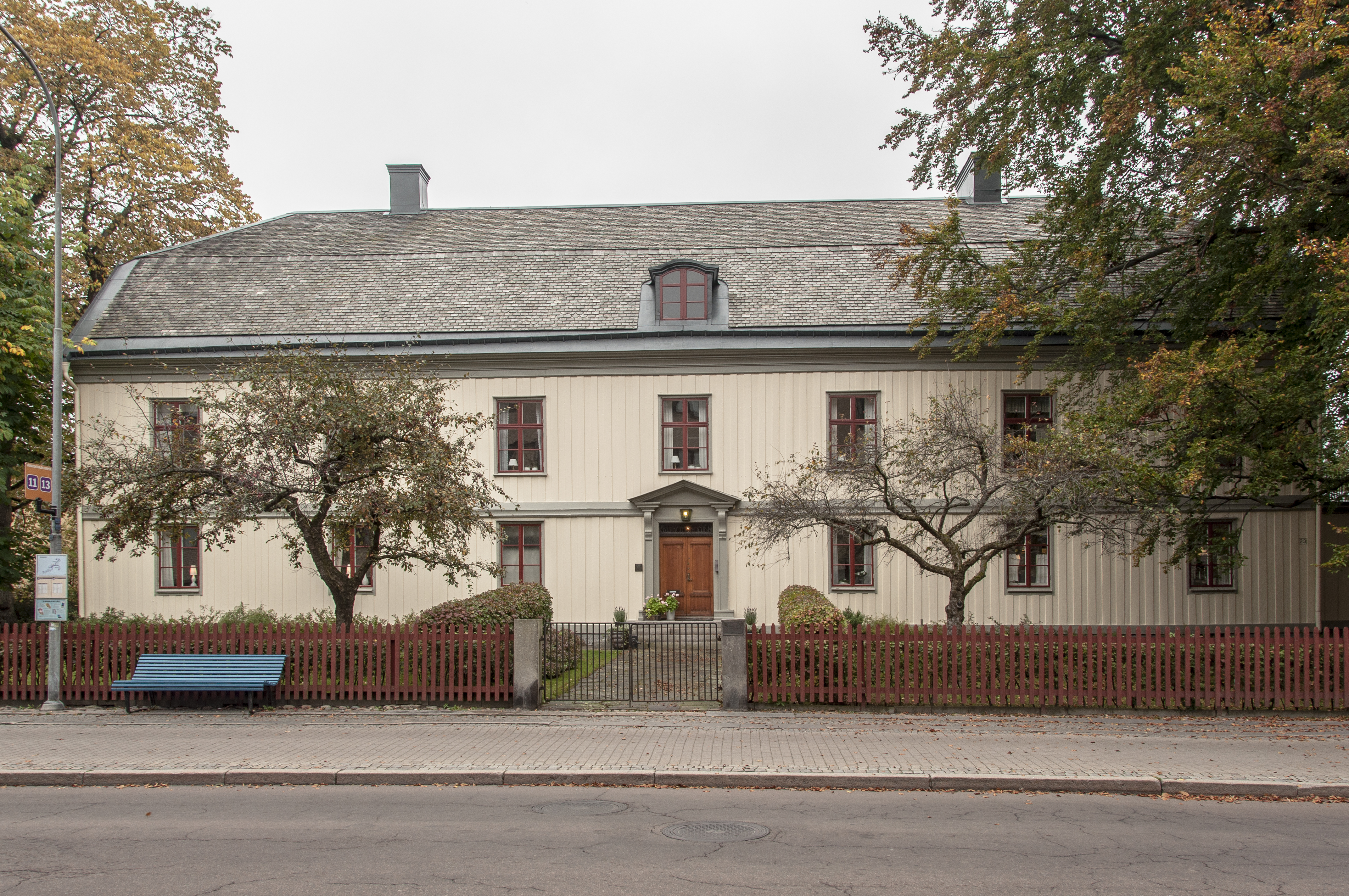
Biskopsgården (tak).
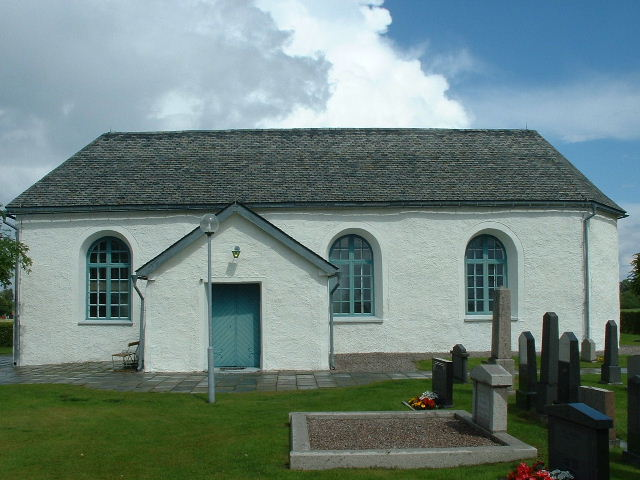
Järns kyrka (tak).
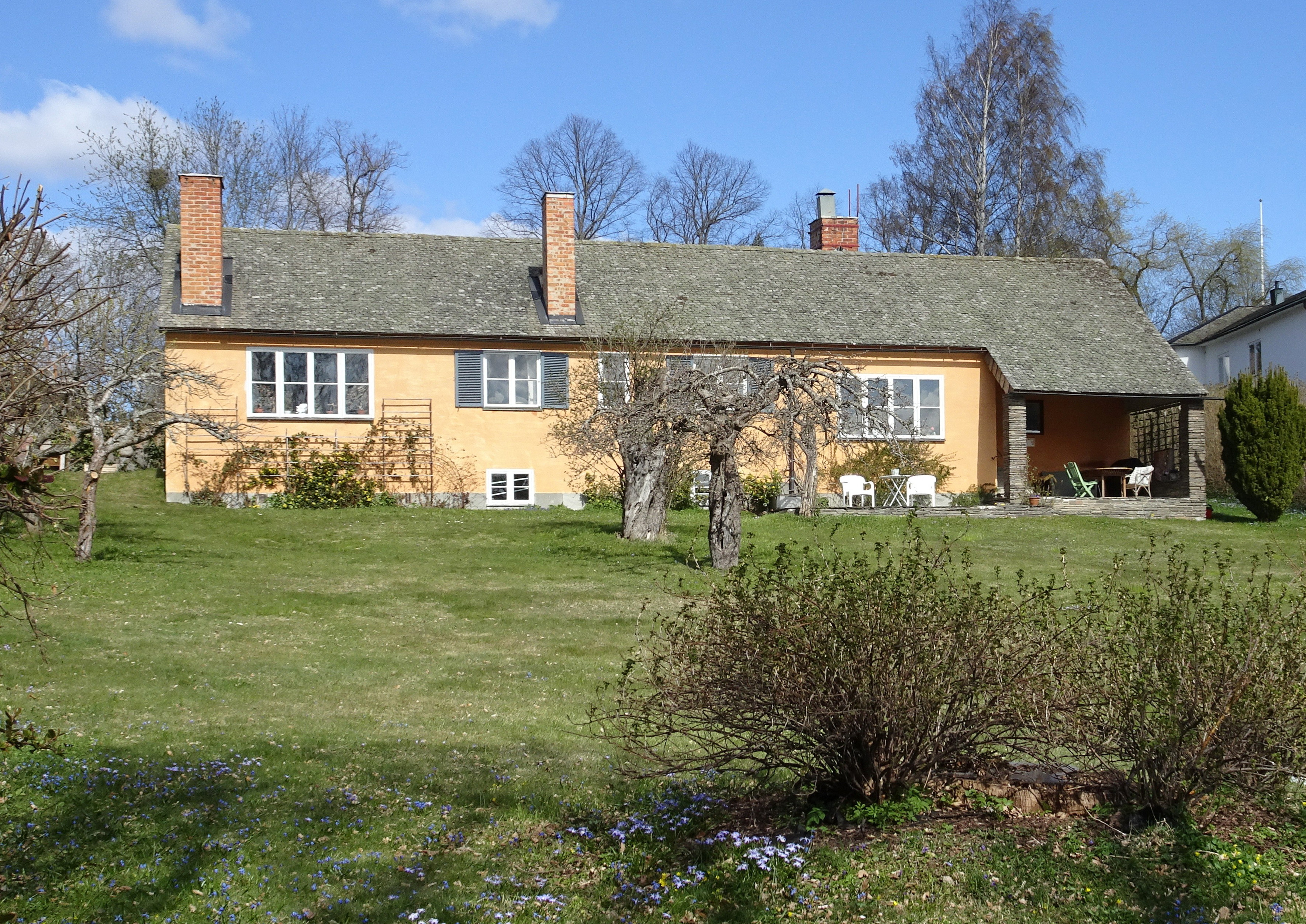
Villa Lind (tak, pelare och vissa fasader).
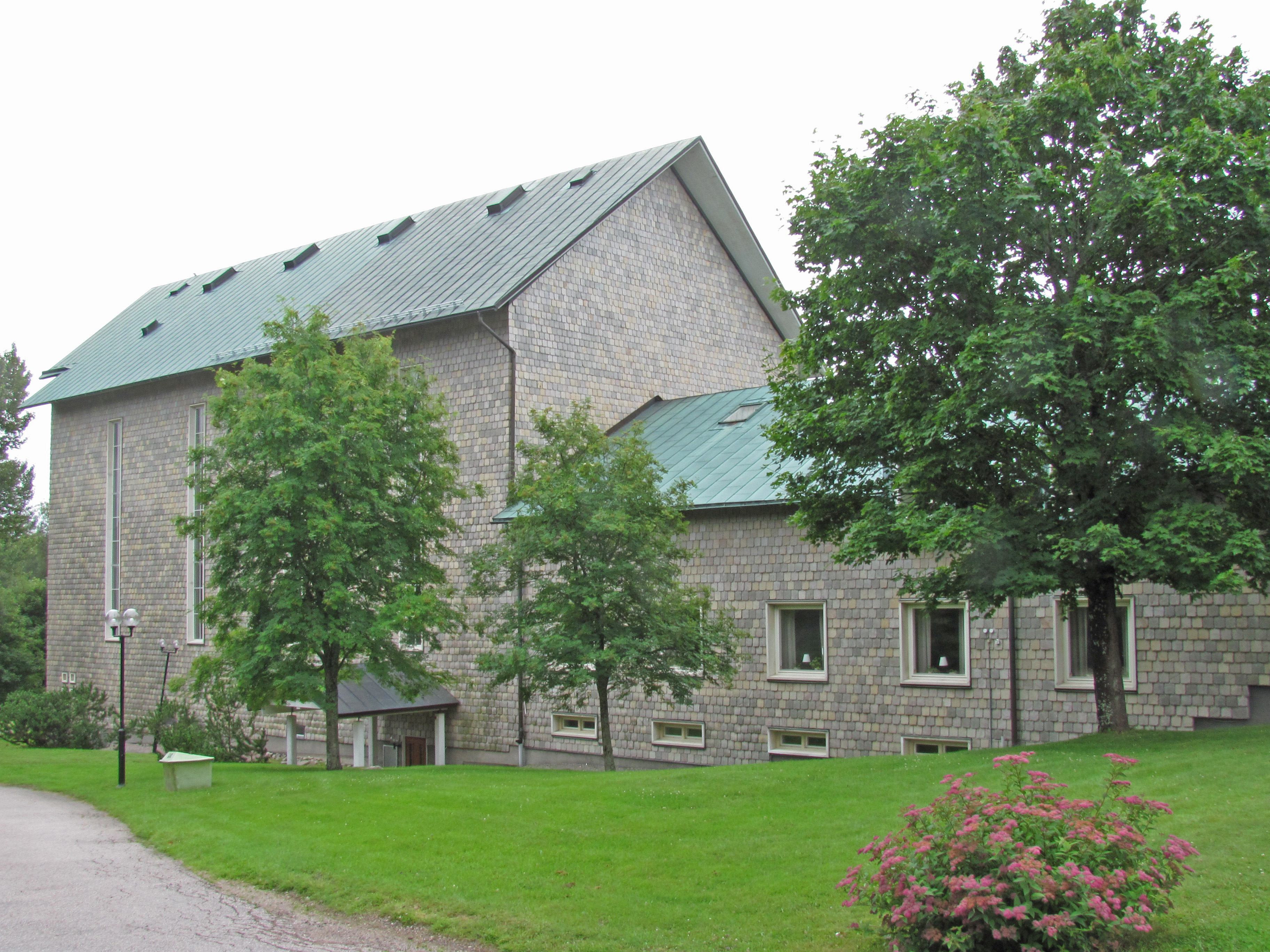
Storfors kyrka (fasader).